# Olearia angulata
Olearia angulata is een plantensoort uit de composietenfamilie (Asteraceae). Het is een kleine ronde boom die een groeihoogte tot 5 meter kan bereiken. De boom heeft golvende leerachtige en langwerpige bladeren die een lichtgroene kleur hebben. De twijgen zijn geribbeld en vierkant in doorsnede. De bloemen zijn wit en groeien in trossen. De boom bloeit van januari tot mei. Na de bloei verschijnen er pluizige zaden.
De soort komt voor op het Noordereiland in Nieuw-Zeeland. Hij groeit daar op verspreide locaties langs de westelijke kust. Het is een kustboom die groeit op rotsachtige landtongen, aan rotswanden, in struikgewas op ultramafische bodems en duinbossen. De soort staat op de Rode Lijst van de IUCN geklasseerd als 'niet bedreigd'.